# 布爾沃·李頓小說獎
布爾沃·李頓小說獎（Bulwer-Lytton Fiction Contest）是美國一個惡搞的文學獎，由加州聖荷西州立大學教授史考特·萊斯於1982年創立，以英國著名文學家愛德華·布爾沃-李頓的名字命名。這個文學獎每年頒發給最爛的小說開場白，勝出者可以獲得250美元的獎金。這個獎項設立的首年，只有三名參加者，發展到千禧年後，每年都吸引到數千名參加者遞交參賽作品。